# 마쓰우라 철도
마쓰우라 철도 주식회사(일본어: 松浦鉄道)는 나가사키현・사가현에서 구 국철 특정 지방 교통선 중 하나였던 니시큐슈선을 운영하고 있는 나가사키현・사이히 자동차 등이 출자하는 제3섹터 방식의 철도 회사이다. 연선의 주민에게는 MR이나 MR 철도라는 애칭으로 사랑받고 있다.

## 역사
- 1987년 12월 10일 - 설립.
- 1988년 4월 1일 - 큐슈여객철도(JR 큐슈) 마쓰우라 선을 전환해 니시큐슈 선 개업.
- 2000년 1월 6일 - 레트로 열차 「레트론 호」발차식.
- 2002년 11월 18일 - 다비라히라도구치역에서 사세보역 경유로 JR 오무라 역까지 특별 열차를 운행(JR 큐슈 키하 185계 사용).
- 2007년 3월 18일 - MR-600형 운용 개시.
- 2011년 3월 12일 - 노선 전역에서 나가사키 스마트 카드의 이용 개시.
- 2012년 3월 19일 - MR 여행 서비스를 폐업, 같은 달 말에 여행 사업 정리.

## 노선
- 니시큐슈선 - 전체 길이 93.8 km, 57개역

## 보유한동차
2014년 3월 기준으로, 아래와 같은 3 형식 23량이 재적하고 있다. MR-600형은 일본차량(니혼샤료)이, 다른 차량은 니가타 철공소에 의해 제조되었다. 개통 당시의 신제 차량 18량에는 캔 음료 자동 판매기가 설치되어 있었지만, 그 후 모두 철거되었다.
차량의 도색은 노선의 대부분이 해안을 달리는 것에 착안해 사이카이의 블루나 구주쿠섬의 저녁놀을 나타내는 오렌지(자사 코퍼레이트 칼라이기도 하다)를 곁들인 것이 많다. MR-100형에서 500형까지의 각 형식은 같은 도색 형식으로 정리하였지만, MR-600형에 대해서는 증비시기마다 띠 색이 변경되었다.

### 현재 사용되는 동차
- MR-400형(401) - 1998년에 1량 도입. 전체 길이 18m로 대형 차량에 속한다. 전면 관통형, 세미 크로스시트.
- MR-500형(501) - 레트로 차량으로 애칭은 「레트론호」. 1999년에 재단법인 일본 복권 협회가 기부. 전면 관통형, 전환 크로스시트로 현재 사용하는 차량 중 유일하게 화장실이 있는 열차이다. 가라오케 장치를 탑재.
- MR-600형(601 - 621) - 신오카철도 모오카 14형을 베이스로 한 신형 차량. 애칭은 「히젠(肥前)WEST LINER」. 전환 크로스시트・박스 시트・롱 시트의 3 종류의 좌석을 마련되어 있다. 2007년 3월 다이어 개정 후부터 2012년까지 21량을 차례차례 신제 해, MR-100・200・300형 24량을 대체하였다.

### 과거 사용된 동차
- MR-100형(101 - 111・121 - 126) -전면 관통형, 세미 크로스시트. 외관은 NDC 시리즈의 형제 형식인 키하 120형과 유사. 2012년까지 전차량 운용 이탈.
- MR-200형(201 - 205) -전면 비관통형, 세미 크로스시트. 2007년에 전차량 운용 이탈.
- MR-300형(301・302) -전면 비관통형. 당초는 크로스시트였지만 롱 시트로 개조되었다. 가라오케 장치를 탑재. 유일한 올 롱 시트 차량이었다. 2007년에 전차량 운용 이탈.

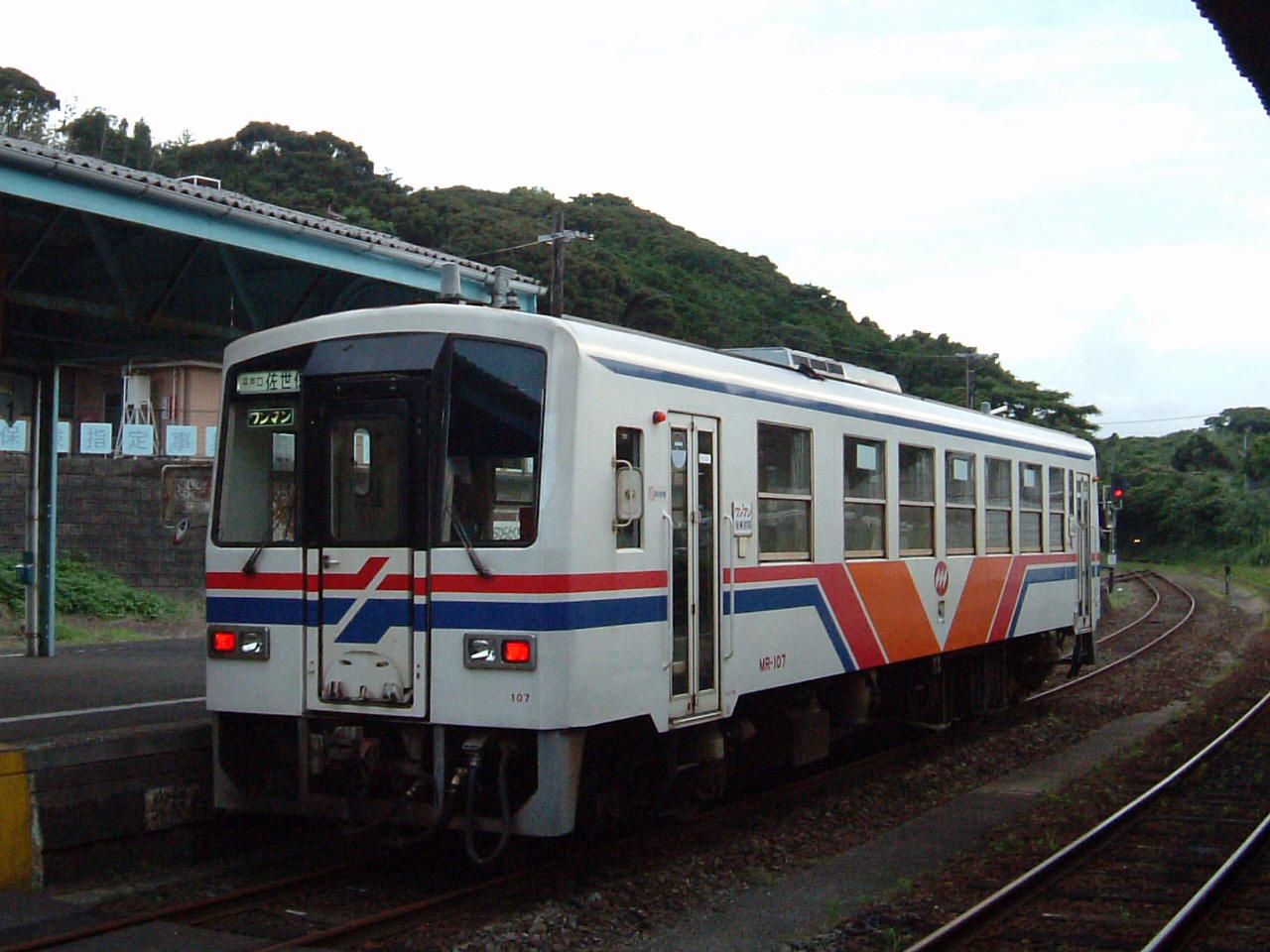
MR-107(2006년 7월, 다비라히라도구치역에서)
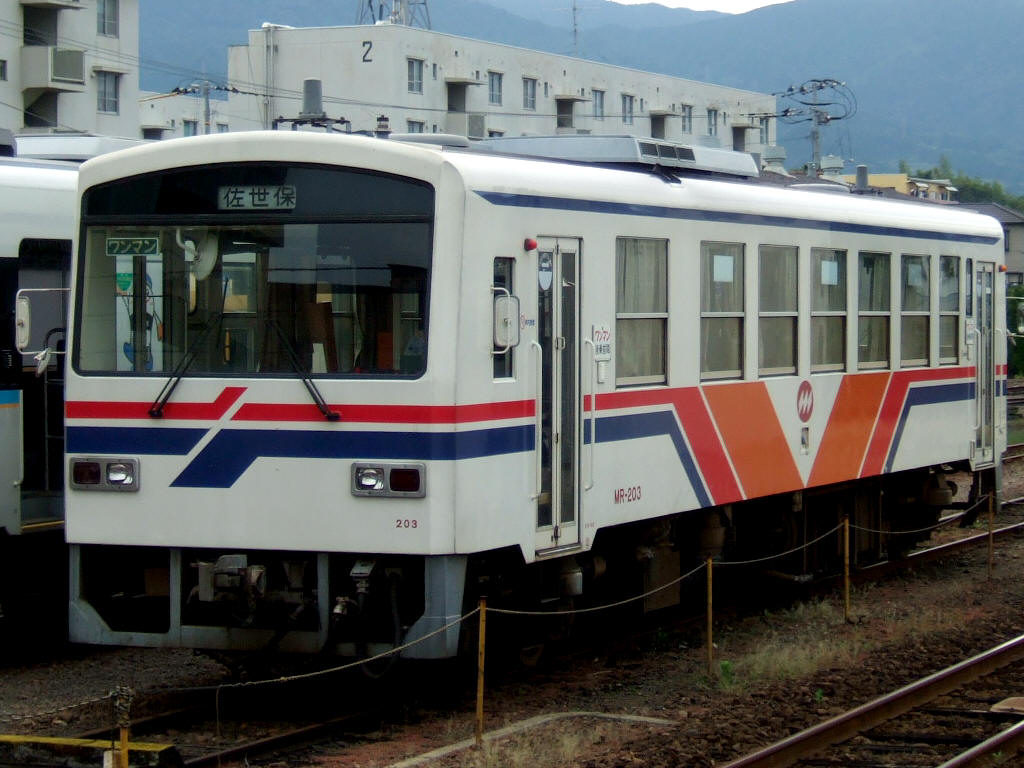
MR-203(2007년 10월, 이마리역에서)
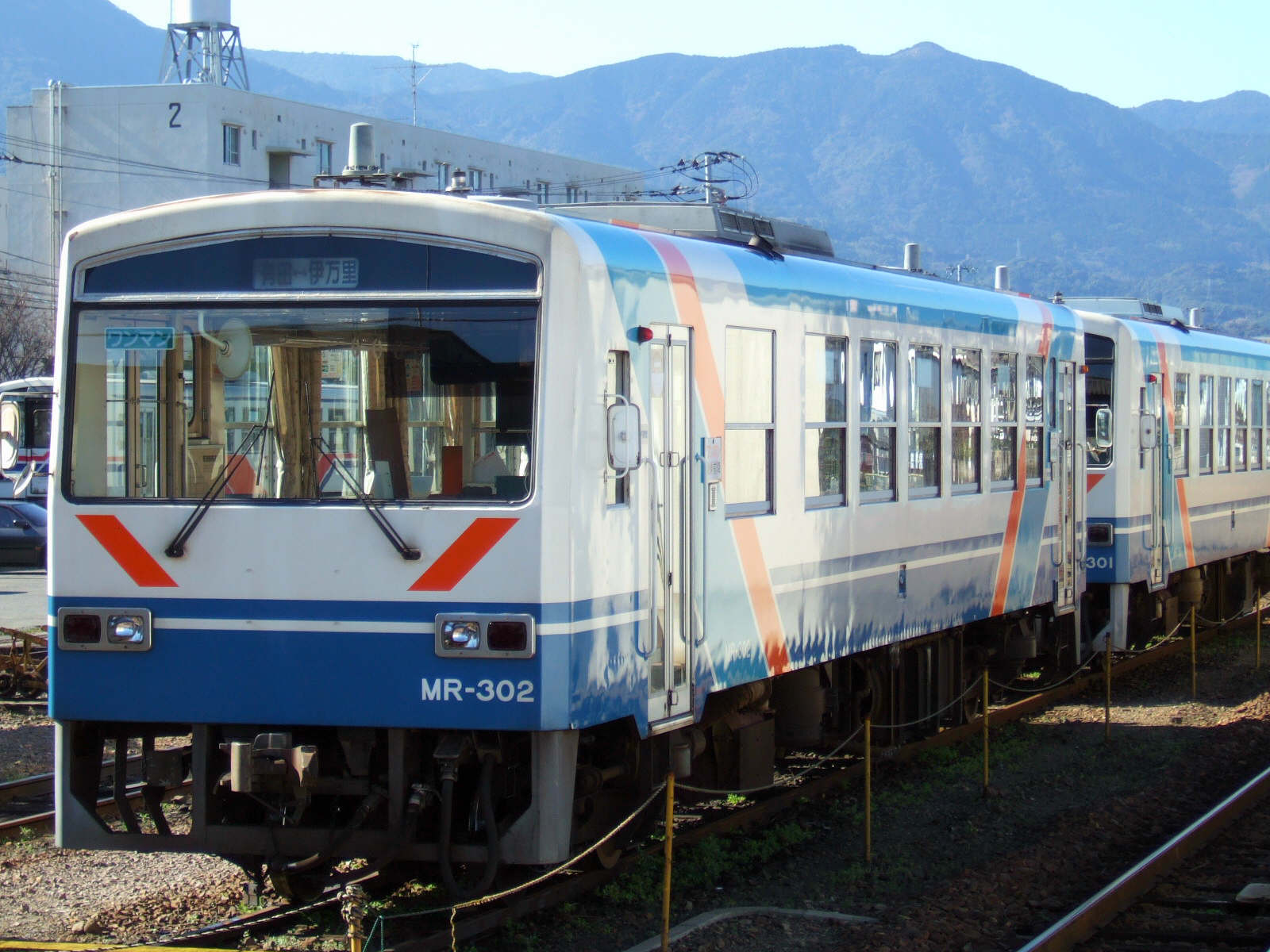
MR-302(2007년 1월, 이마리 역에서)
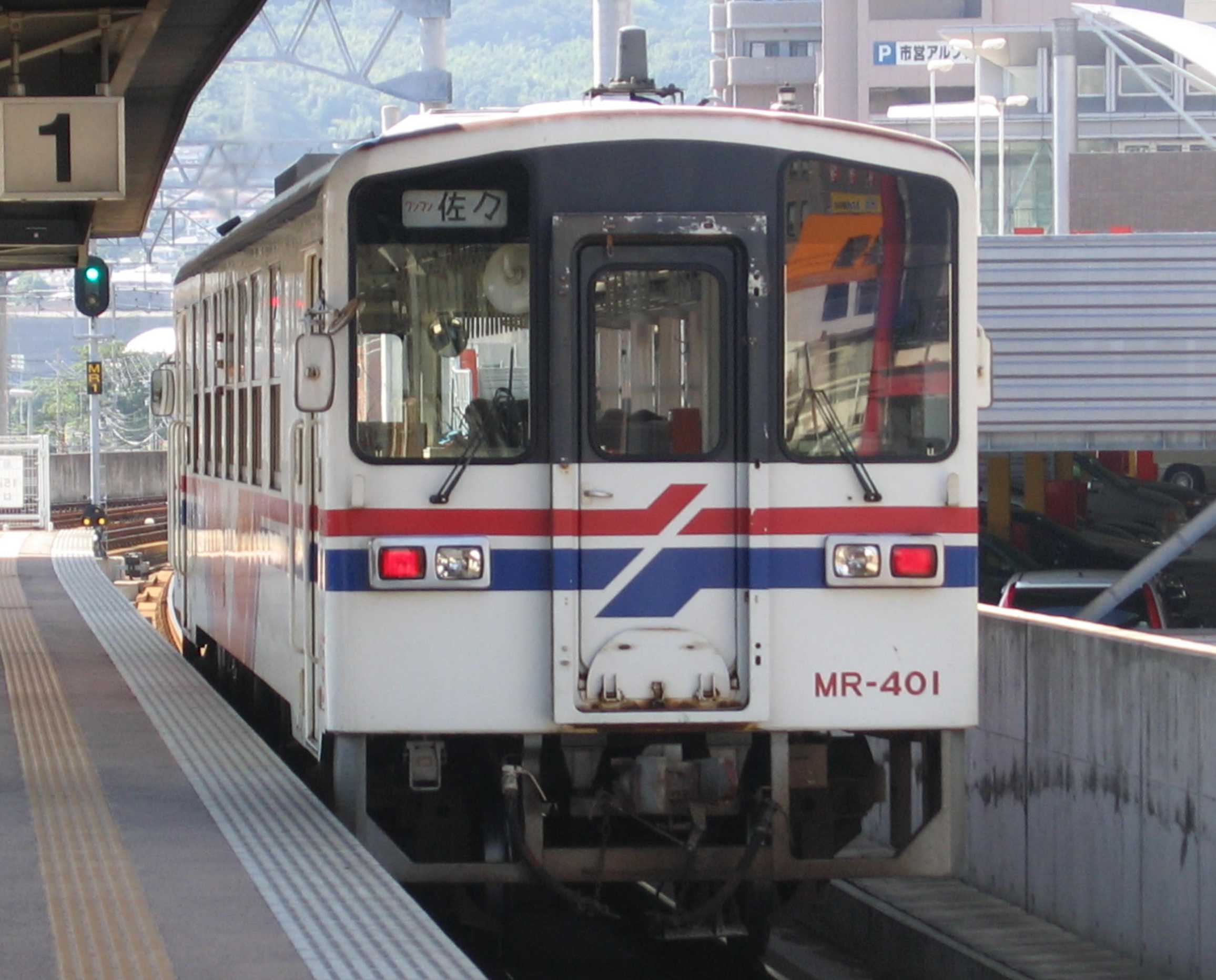
MR-401(2006년 7월, 사세보역에서)
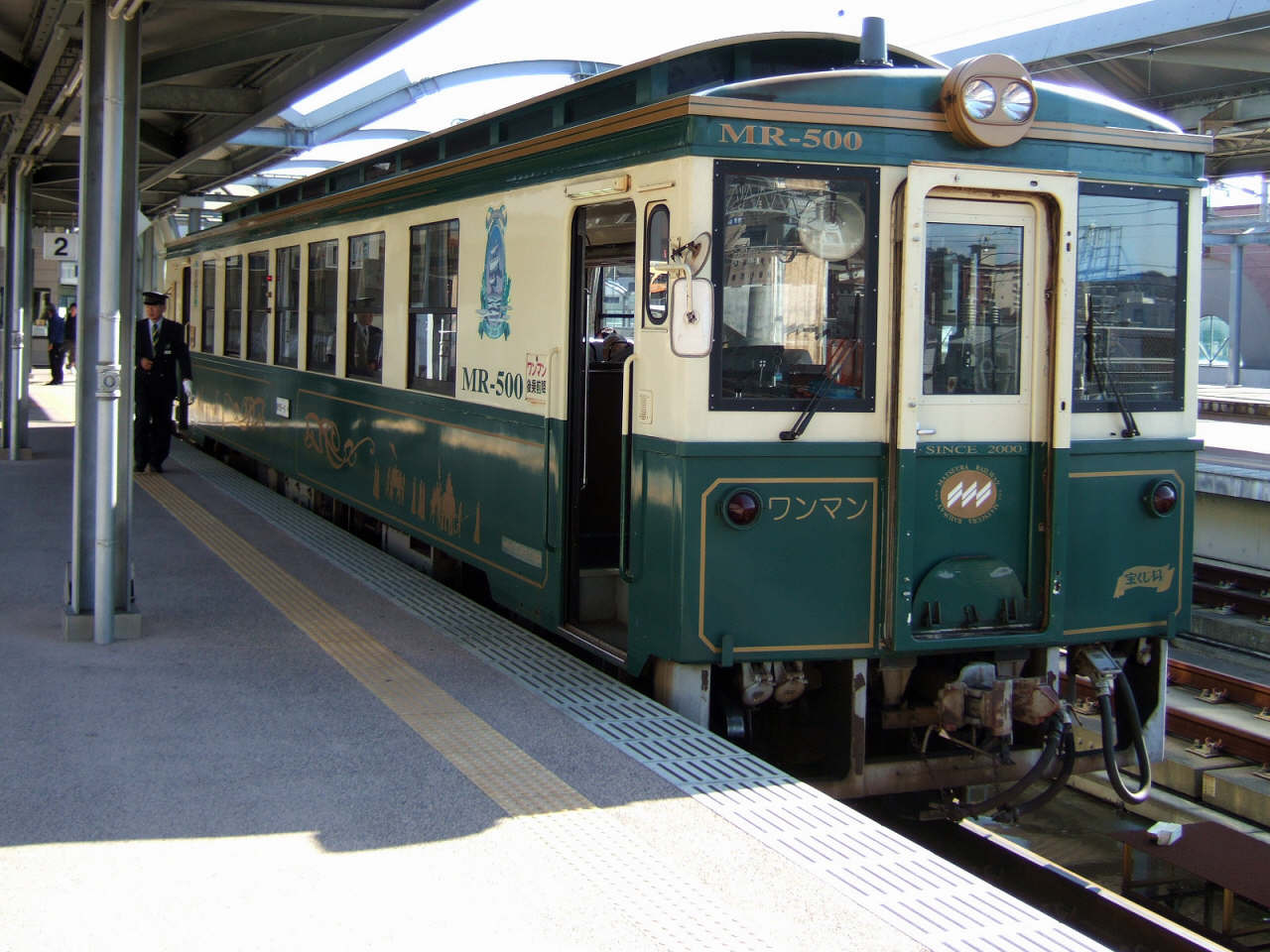
MR-501(2006년 11월, 사세보 역에서)
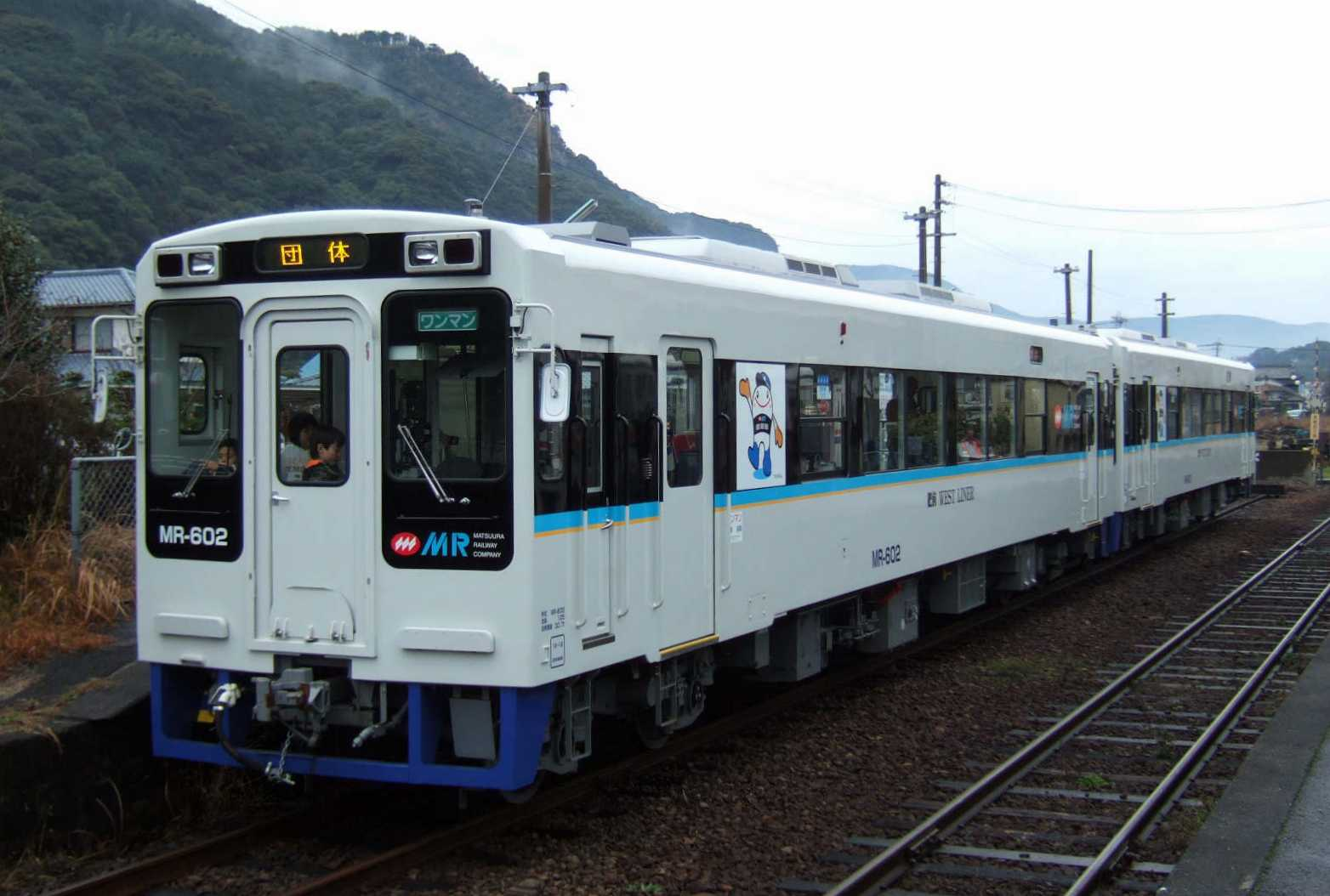
MR-602(2007년 2월, 사자 역에서)

## 경영
1988년의 개업 이래, 회장을 나가사키현 지사, 부회장을 사가현 지사, 사장을 사세보시장이 맡아 사세보의 주요 재계인이 일제히 임원을 맡는 체제로 운영되어 왔다. 역수를 32개에서 57개로 늘리고, 열차의 배차 간격도 15 - 20분 간격으로 하는 등의 궁리에 의해 2000년도까지 흑자 경영을 유지한 바 있다. 연선에 고등학교나 병원 또한 많았기 때문에 일부에서는 「3섹터의 우등생」이라고 칭하는 경우를 볼 수 있었다.
하지만, 연선 자치체는 사자정을 제외하면 과소화가 진행하고 있어, 이용객은 1996년의 연간 442만명을 기점으로 감소하는 추세이다. 2001년 이후는 마침내 적자경영에 빠졌다. 이 때문에, 나가사키・사가 양 현과 연선 시·정은 2006년도부터 8년간 23억 엔을 지원하는 것을 결정했다. 덧붙여 이 때에 「지원하는 자치체와 지원받는 곳의 경영자가 동일한 것은 이상하다」라는 논의가 일어났기 때문에, 양 현 지사와 사세보 시장이 임원을 퇴임, 민간 출신의 사장이 취임하고 있다.
구체적인 폐선 논의는 없지만, 연선 자치체의 재정력으로는 새로운 지원은 곤란이라고 보여지고 지원이 끊어지는 2014년 이후의 경영 존속이 큰 과제가 되고 있었다. 2013년 10월에, 2014년도부터의 10년간에 연선 자치체로부터의 총액 약 15억 8천만엔의 지원이 결정되어, 운임 인상이나 관광 노선의 강화, 상업 시설의 유치에 의해 적자를 압축할 수 있는 구조를 진행시켜 나가, 지역의 교통 인프라를 정비해 나가게 되었다.
2009년에는 나가사키 스마트 카드를 도입하고 싶은 의향을 나타내, 2011년 3월 12일부터 이용이 개시되었다. 각 차량에 카드 인식 장치를 설치 후, 각 유인역에서 나가사키 스마트 카드에 의한 회수권과 정기권을 발매하고 있다.

## MR 여행 서비스

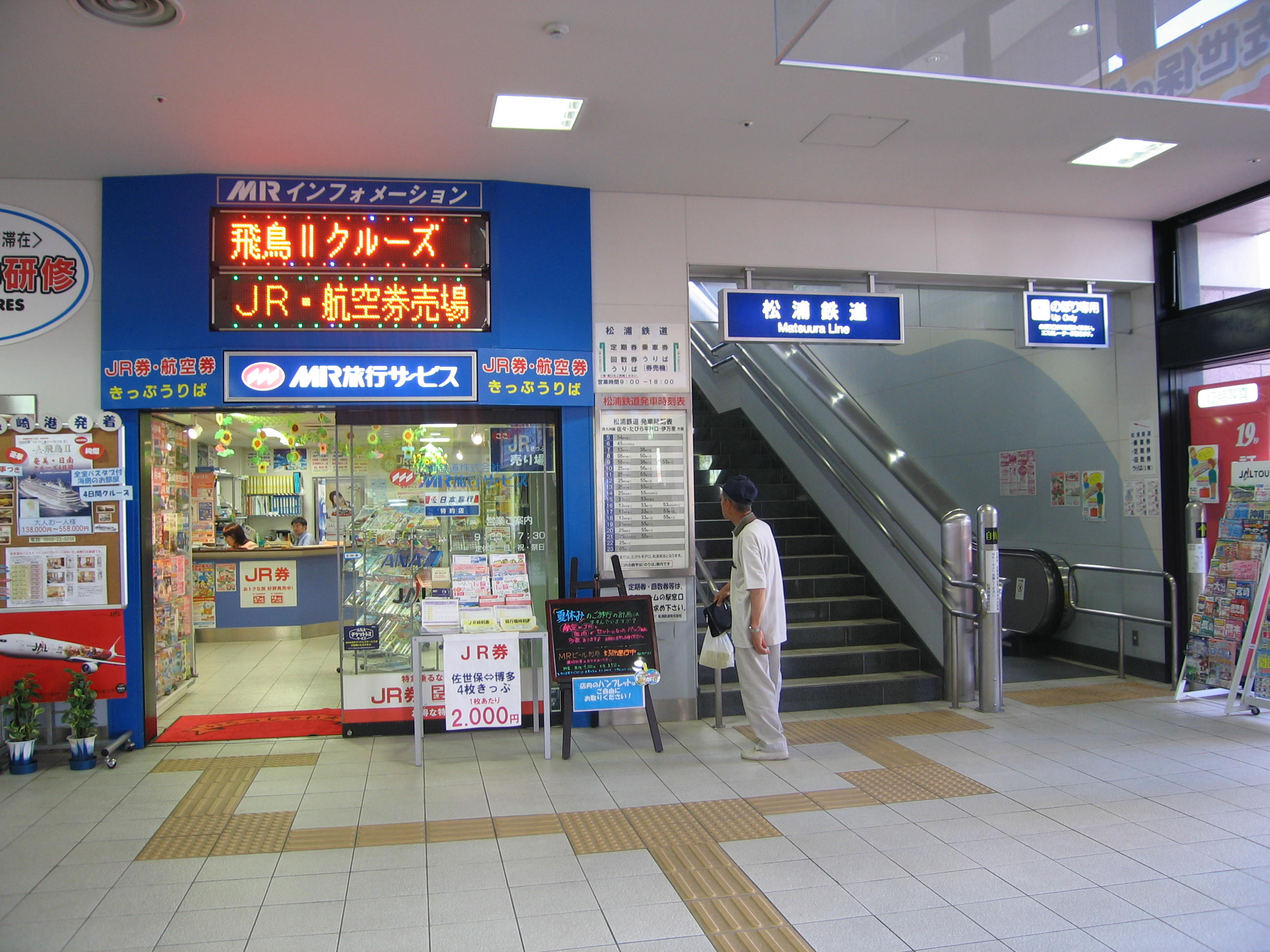
사세보 역 구내의 MR 여행 서비스(2006년 7월 14일 촬영)

JR 사세보역 구내에서 여행 대리점으로서 MR 여행 서비스를 운영하고 있었다. 자사에서 해외 여행의 주최가 가능한 제 1종 여행업(일본 관광청 장관 등록 여행업 제 1386호)의 등록을 받았었다. 또, 마쓰우라 철도는 JR 지정 여행 회사이므로 JR 승차권도 발매하고 있었다. 2012년 3월 19일로서 여행업무를 종료해, JR 사세보역 구내의 MR 여행 서비스는 폐점했다.